# Cuentos de barro
Cuentos de Barro (em português: Bacias de barro) é um livro do autor salvadorenho Salarrué. 
Publicado pela primeira vez em 1933, é uma coleção de bacias relacionadas com a história de El Salvador.